# Onthotrupes viridiobscurus
Onthotrupes viridiobscurus är en skalbaggsart som beskrevs av Henri Jekel 1865. Onthotrupes viridiobscurus ingår i släktet Onthotrupes och familjen tordyvlar. Inga underarter finns listade i Catalogue of Life.